# Atopsyche macrocerca
Atopsyche macrocerca är en nattsländeart som beskrevs av Oliver S. Flint Jr. 1968. Atopsyche macrocerca ingår i släktet Atopsyche och familjen Hydrobiosidae. Inga underarter finns listade i Catalogue of Life.